# Eric Lutz
Eric Lutz ist ein französischer theoretischer Physiker. Er ist Professor für theoretische Physik an der Universität Stuttgart.

## Leben
Lutz studierte von 1990 bis 1995 Physik und Physikingenieurwesen an der Universität Straßburg und wurde 1999 am Max-Planck-Institut für Kernphysik promoviert. Nach Postdoktorandenstellen in Genf, Yale und Ulm wurde er 2006 Juniorgruppenleiter an der Universität Augsburg und 2011 Gruppenleiter am Dahlem Center for Complex Quantum System der FU Berlin. Von 2013 bis 2018 war er Professor für theoretische Physik an der FAU Erlangen-Nürnberg, seit 2018 ist er Lehrstuhlinhaber am 1. Institut für theoretische Physik der Universität Stuttgart.
Lutz’ Forschungsgebiet ist die Nichtgleichgewichts-Quantendynamik jenseits des Linear-Response-Regimes, er nutzt dazu Werkzeuge der statistischen Physik sowie der Quantenoptik.